# Ozbrojené síly České republiky
Ozbrojené síly České republiky se skládají z Armády České republiky, Vojenské kanceláře prezidenta republiky a Hradní stráže. Česká republika vytváří ozbrojené síly k zajišťování své bezpečnosti, přičemž jejich hlavním úkolem je obrana státu proti vnějšímu napadení. Další úkoly ozbrojených sil České republiky vyplývají z mezinárodních smluvních závazků. Činnost ozbrojených sil kontrolují ústavní a další zákonem stanovené orgány. Vrchním velitelem ozbrojených sil je prezident republiky Petr Pavel.

## Struktura

### Armáda České republiky
Armáda České republiky představuje základ ozbrojených sil. V jejím čele stojí Generální štáb Armády České republiky, přičemž jednotlivé druhy vojsk řídí Velitelství pozemních sil a Velitelství vzdušných sil.

### Vojenská kancelář prezidenta republiky
Vojenská kancelář prezidenta republiky plní úkoly související s výkonem pravomocí prezidenta jako vrchního velitele ozbrojených sil a řízením Hradní stráže. V jejím čele je náčelník, který je přímo podřízen prezidentovi.

### Hradní stráž
Hradní stráž zajišťuje ostrahu a obranu areálu Pražského hradu i dalších objektů a rovněž organizuje vojenské pocty při oficiálních příležitostech. Hradní stráž spadá pod náčelníka Vojenské kanceláře prezidenta republiky.